# 4,5,6
4,5,6 is het solodebuutalbum van de Amerikaanse rapper Kool G Rap. Hiervoor had hij al wel enkele producties uitgebracht samen met DJ Polo. Het album werd door de meeste recensenten gematigd positief beoordeeld maar werd door undergroundhiphop-liefhebbers over het algemeen wel positief beoordeeld. Sterker nog, het album piekte zelfs op een eerste plek in de r&b/hiphoplijst van Billboard.

## Tracklist
| Nr. | Titel                                 | Schrijver(s)             | Producer(s)    | Duur |
| --- | ------------------------------------- | ------------------------ | -------------- | ---- |
| 1.  | Intro                                 | N. Wilson                | Dr. Butcher    | 1:03 |
| 2.  | 4,5,6                                 | N. Wilson                | Dr. Butcher    | 3:21 |
| 3.  | It's a Shame                          | N. Wilson                | Naughty Shorts | 4:04 |
| 4.  | Take 'Em to War (met B-1, MF Grimm)   | N. Wilson, B-1, MF Grimm | T-Ray          | 3:45 |
| 5.  | Executioner Style                     | N. Wilson                | Dr. Butcher    | 4:07 |
| 6.  | For Da Brothaz                        | N. Wilson                | T-Ray          | 3:45 |
| 7.  | Blowin' Up in the World               | N. Wilson                | Buckwild       | 4:26 |
| 8.  | Fast Life (met Nas)                   | N. Wilson, N. Jones      | Buckwild       | 4:55 |
| 9.  | Ghetto Knows                          | N. Wilson                | Naughty Shorts | 4:29 |
| 10. | It's a Shame (Da Butcher's Mix)       | N. Wilson                | Dr. Butcher    | 3:10 |
| 11. | Money on My Brain (met B-1, MF Grimm) | N. Wilson, B-1, MF Grimm | Dr. Butcher    | 4:53 |
| 12. | Fast Life (Remix) (bonus)             | N. Wilson                | Salaam Remi    | 3:46 |

## Singles
| Single-gegevens                                                                       |
| ------------------------------------------------------------------------------------- |
| "Fast Life" - Verschijningsdatum: 14 november 1995 - B-kant: "4,5,6"                  |
| "It's a Shame" - Verschijningsdatum: 1995 - B-kant: "It's a Shame (Da Butcher's Mix)" |